# Forbes Lankester McNaughton
Forbes Lankester McNaughton, britanski general, * 1891, † 1959.